# BE-3

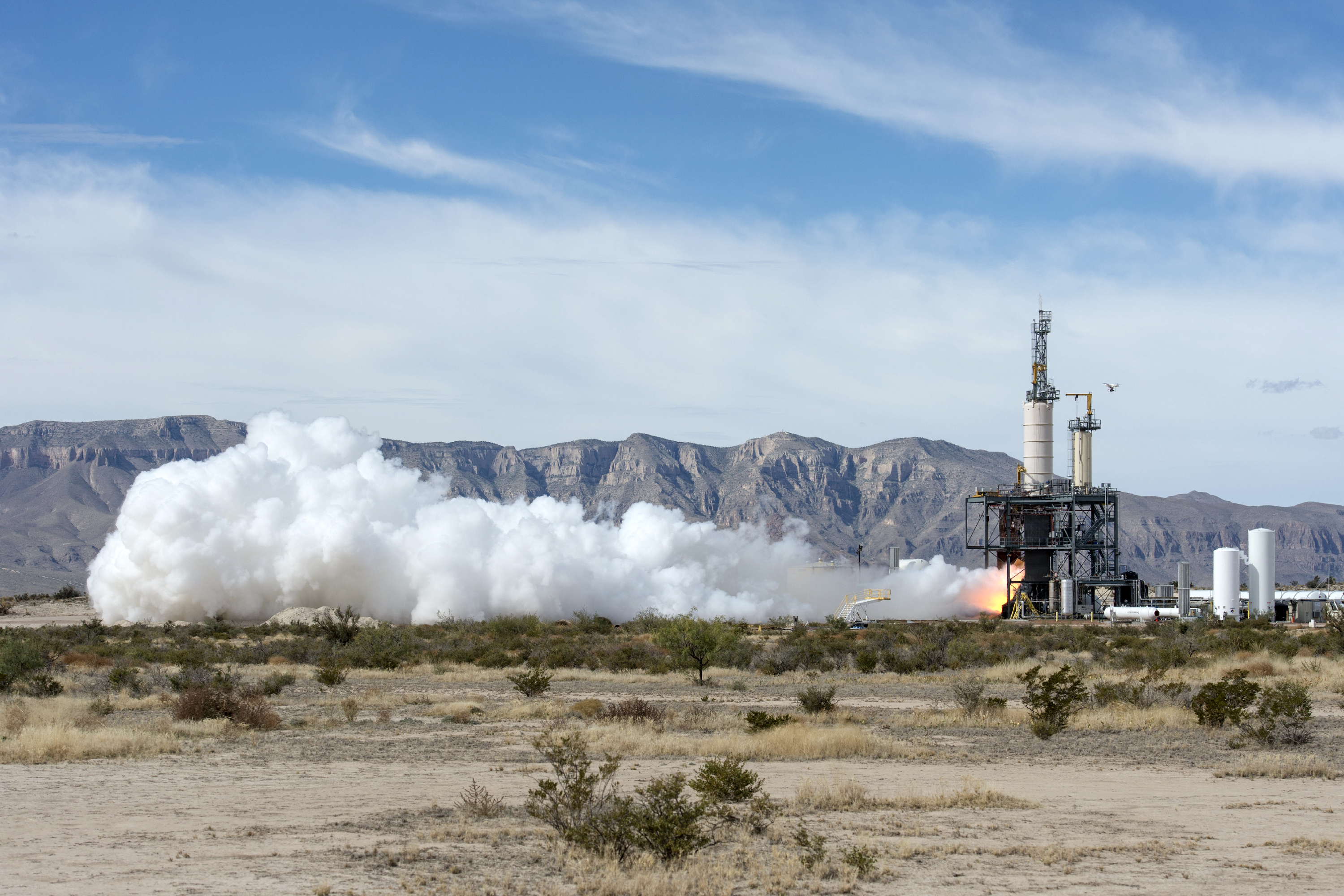
Le moteur BE-3 est testé sur banc d'essais.

Le BE-3 est un moteur-fusée américain développé par le constructeur Blue Origin qui a effectué son premier vol en 2015 en propulsant la fusée monoétage New Shepard. Ce moteur-fusée à ergols liquides brûle un mélange d'oxygène et d'hydrogène liquides et fournit une poussée de 49 tonnes. Une variante, le BE-3U, est en développement pour l'étage supérieur de la fusée New Glenn.

## Historique
Le développement du BE-3 est officialisé en janvier 2013 par Blue Origin, une société fondée en 2000 par Jeff Bezos par ailleurs créateur et propriétaire de la société Amazon.com. L'entreprise n'a aucune expérience antérieure dans le domaine de la propulsion spatiale. Le moteur est développé pour propulser la fusée monoétage New Shepard construite par la même société dans le but de proposer des vols suborbitaux de quelques minutes à des amateurs de voyage dans l'espace. En 2013, des tests complets sur bancs d'essais simulant la durée du vol et le rallumage du moteur sont effectués avec succès. Le premier vol du New Shepard équipé du BE-3 a lieu le 29 avril 2015. Il emporte la fusée jusqu'à une altitude de 93,5 kilomètres. Un deuxième vol est effectué le 23 novembre 2015 au cours duquel la fusée s'élève jusqu'à 100 km puis le moteur est rallumé pour un atterrissage couronné de succès. 
Une variante du moteur, le BE-3U, a été proposée en 2015 pour propulser l'étage supérieur de la future fusée Vulcan de United Launch Alliance (ULA). En 2018, c'est une version améliorée du RL-10 qui fut choisie par ULA,, pour la Vulcan.  
Le 20 juillet 2021, le BE-3 a été utilisé dans le premier vol habité de la New Shepard, où s'est envolé Jeff Bezos.

## Caractéristiques techniques
Le BE-3 est un moteur-fusée à ergols liquides brûlant un mélange d'oxygène et d'hydrogène liquides. Les ergols sont injectés dans la chambre de combustion grâce à des turbopompes. Celles-ci sont mises en mouvement par les gaz de combustion prélevés dans la chambre de combustion du moteur (cycle tap-off). Le moteur est rallumable. Pour répondre aux besoins de la fusée New Shepard, la poussée peut être modulée entre 100 et 20%.

## BE-3U
Pour la fusée orbitale de Blue Origin, la New Glenn, l'entreprise développe une version du BE-3 avec cycle à expandeur de gaz, le BE-3U, afin de propulser l'étage supérieur. Il est prévu d'en utiliser deux sur l'étage supérieur.
En novembre 2015, le moteur est prévu pour avoir une poussé dans le vide de 670 kN. En janvier 2016, l'US Air Force finança le développement d'une tuyère extensible du BE-3U pour une possible utilisation sur un lanceur de prochaine génération de Orbital ATK. En août 2018, le premier moteur de test a accumulé plus de 700 secondes de test, confirmant les performances prévues. En février 2019, Blue Origin a mis à jour la poussée du BE-3U à 710 kN dans le vide. Il est conçu pour se rallumer plusieurs fois.